# Зенит-312m
Зени́т-312m — малоформатный однообъективный зеркальный фотоаппарат с полуавтоматической установкой экспозиции при помощи TTL-экспонометра, выпускавшийся на Красногорском механическом заводе с 1999 по 2005 год.
Является модификацией фотоаппарата «Зенит-122». Корпус отделан пластиковыми панелями. Крепление объективов — резьбовое соединение M42×1/45,5.
Всего выпущено 84 004 экземпляра фотоаппарата.

## Технические характеристики
- Тип применяемого фотоматериала — 35-мм перфорированная фотокиноплёнка шириной 35 мм (фотоплёнка типа 135) в кассетах. Размер кадра — 24×36 мм.
- Корпус — литой из алюминиевого сплава, с пластмассовой открывающейся задней стенкой, скрытый замок.
- Курковый взвод затвора и перемотки плёнки. Обратная перемотка - рулеточного типа. Счётчик кадров - самосбрасывающийся при включении обратной перемотки плёнки.
- Затвор — механический, шторно-щелевой с горизонтальным движением матерчатых шторок. Выдержки затвора — от 1/30 до 1/500 сек, «B» и длительная. Выдержка синхронизации с электронной фотовспышкой — 1/30 с.
- Центральный синхроконтакт «Х».
- Штатный объектив (с «прыгающей» диафрагмой):
  - «Гелиос-44М-5» 2/58
  - МС «Гелиос-44М-5» 2/58
  - «Гелиос-44М-6» 2/58
  - МС «Гелиос-44М-6» 2/58
  - МС «Гелиос-44М-7» 2/58
  - МС «Зенитар-М» 2/50
  - МС «Зенитар-М2» 2/50
  - МС «Зенитар-М2s» 2/50
- Тип крепления объектива — резьбовое соединение M42×1/45,5.
- Фокусировочный экран — линза Френеля с матовым кольцом и микрорастром, клинья Додена в центре.
- TTL-экспонометр (заобъективная экспонометрия) с двумя сернисто-кадмиевыми (CdS) фоторезисторами. Светодиодная индикация о работе экспонометрического устройства в поле зрения видоискателя. Полуавтоматическая установка экспозиции на закрытой до рабочего значения диафрагме. При установленной светочувствительности фотоплёнки и выдержке вращением кольца установки диафрагмы необходимо добиться свечения светодиода зелёного цвета. Светодиоды красного цвета информируют о неправильной установке экспозиции: верхний — передержка, нижний — недодержка. Диапазон светочувствительности фотоплёнки - 16-640 ед. ГОСТ.
- Репетир диафрагмы и включение экспонометрического устройства — от спусковой кнопки.
- Источник питания полуавтоматической экспонометрии — два элемента СЦ-32, МЦ-0,105 (современный аналог LR-44, AG-13)[3].
- Механический автоспуск.
- На фотоаппарате установлено центральное штативное гнездо с резьбой 1/4 дюйма.
- «Зенит-312m» не комплектовался жёстким футляром, к аппарату прилагалась мягкая сумка для переноски и наплечный ремень.

## Дальнейшие разработки КМЗ
- «Зенит-412DX» — (КМЗ) — модификация «Зенита-312m», ввод светочувствительности по DX-коду.
- «Зенит-412LS» — (КМЗ) — последняя серийная модель линии. Модернизация фотоаппарата «Зенит-412DX», в части расширения диапазона воспринимаемых экспонометром значений светочувствительности плёнки по DX-коду.